# Libnotes aptata
Libnotes aptata är en tvåvingeart som först beskrevs av Alexander 1949.  Libnotes aptata ingår i släktet Libnotes och familjen småharkrankar. Inga underarter finns listade i Catalogue of Life.